# Norbergs Järnväg
Norbergs järnväg (NJ) eller Norbergsbanan är en järnväg från Kärrgruvan till Ängelsberg i Västmanlands län.

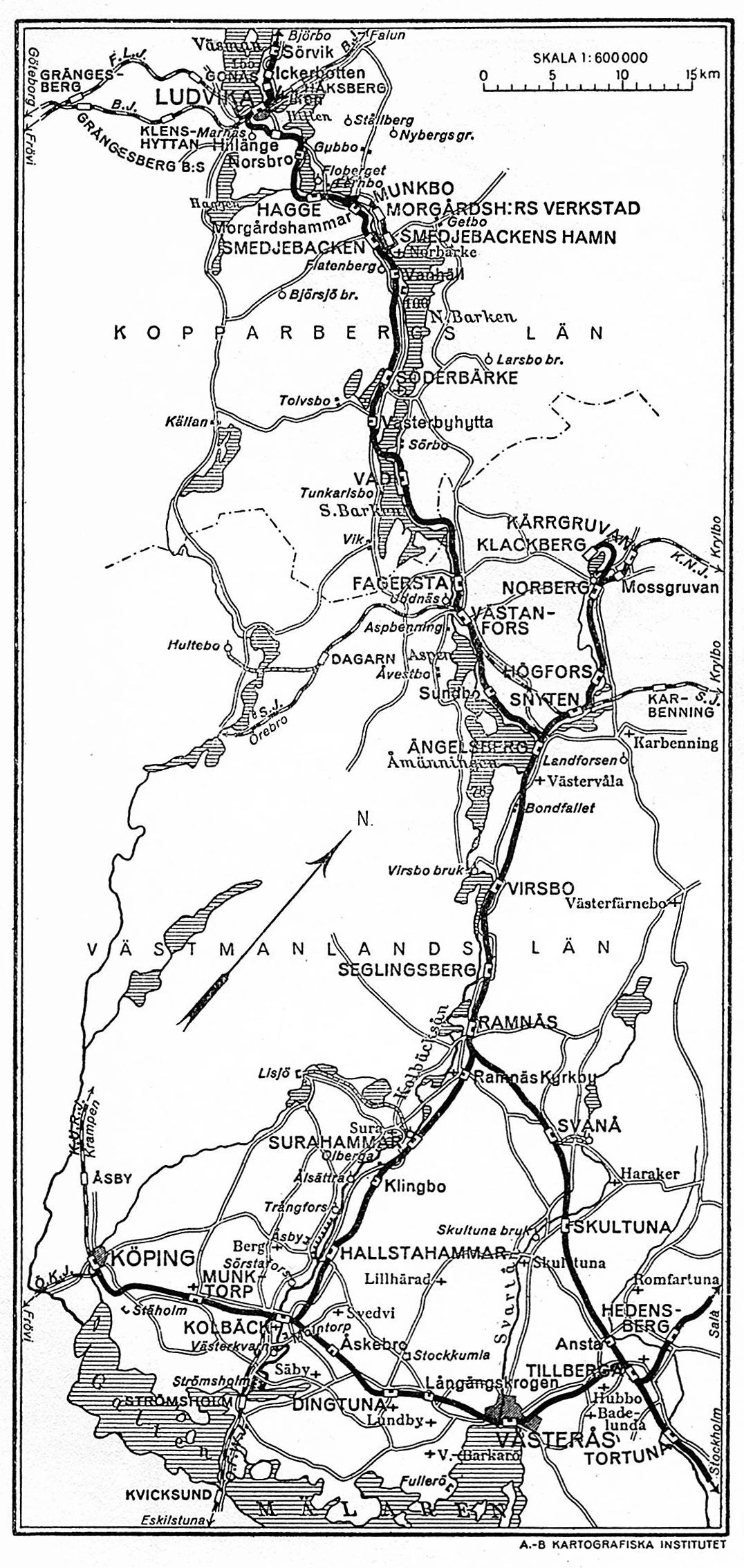
SWB. Karta 1926.

## Historia
Koncession för järnvägen gavs första gången den 21 december 1850 till Norbergs järnvägsaktiebolag startat av Norbergs Gruvbolag för en bana med spårvidden 891 mm. Provisorisk trafik startade på sträckan Kärrguvan–Trättsbo den 1 december 1853. Trafiken var den första lokdragna i Sverige med lokomotivet Förstlingen från Munktells i Eskilstuna. Lokomotivet Förstlingen finns endast i delar kvar på Sveriges järnvägsmuseum i Gävle. Efter en konkurs, beroende på felkonstruerade spår, för det första järnvägsbolaget bildades Norbergs Nya Järnvägsaktiebolag som den 19 juni 1855 fick koncession för den ovanliga spårvidden 1188 mm (fyra svenska fot). Kärrgruvan till Trättsbo byggdes om och hela sträckan till Ängelsberg öppnades för allmän trafik 27 juni 1856.
Den 1 januari 1876 stängdes banan för ombyggnad till den svenska normalspårvidden 1435 mm och byggdes till en stor del i en ny sträckning mellan Engelsbergs bruk och Kärrgruvan. Banan öppnades för trafik igen den 30 augusti 1876. I samband med breddningen byggde Stockholm–Västerås–Bergslagens Järnvägar (SWB) en järnväg som anslöt i Ängelsberg. Dessförinnan fraktades malmen från Norbergsfältet till Ängelsberg vid sjön Åmänningen, för vidare befordran med pråmar på Strömsholms kanal till Mälaren.
Trafiken på Norbergs Järnväg hanterades av SWB från 1876 och fram till att SWB köpte NJ 1922. Efter köpet upphörde NJ som självständigt bolag. SWB köptes i sin tur av Svenska staten 1944 och drevs först som ett statligt bolag för att 1945 införlivas i Statens Järnvägar (SJ).
Den av staten byggda Stambanan Krylbo–Mjölby anslöt år 1900 vid Snyten.
Persontrafiken på banan upphörde den 1 november 1962. Godstrafiken Snyten–Kärrgruvan den 1 april 1990 då gruvor och järnhantering var nerlagda. Flytande järn transporterades mellan Spännarhyttan och Surahammars bruk under åren 1974–1981

## Nuvarande
Delen Snyten-Ängelsberg används fortfarande av Trafikverket för omledningstrafik mellan Godsstråket genom Bergslagen och Bergslagspendeln vid trafikstörningar eller banarbeten. Delen Snyten–Kärrgruvan är inte nedlagd, men Trafikverket strävar efter att få ny ägare. Efter en längre tids trafikuppehåll mellan Snyten och Kärrgruvan började Engelsbergs Norbergs järnvägshistoriska förening (ENJ) i augusti 2003 trafikera Ängelsberg-Kärrgruvan med (veteran)rälsbussar sommartid.